# Géraud Sénizergues

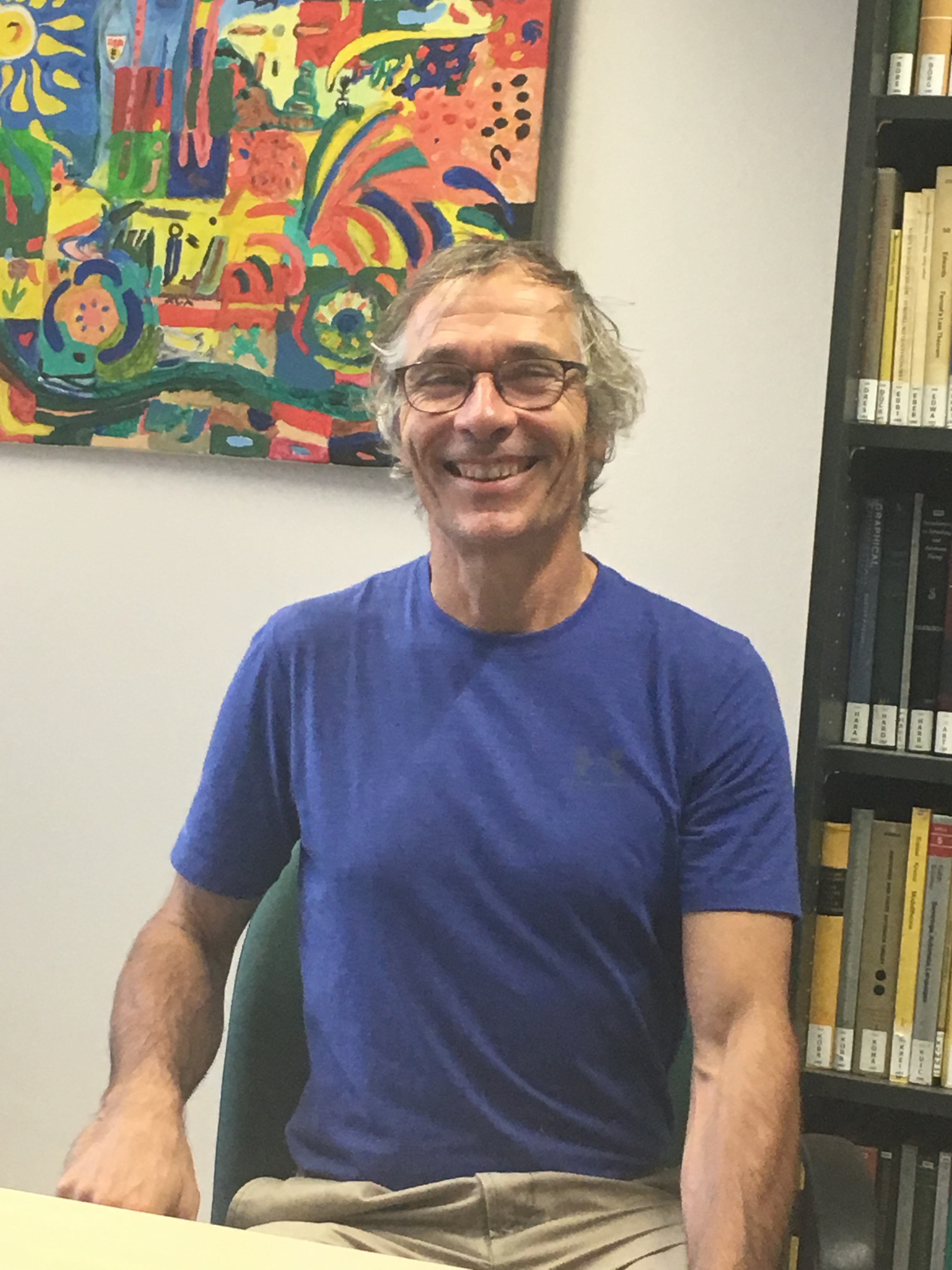
Géraud Sénizergues

Géraud Sénizergues (* 1957) ist ein französischer Informatiker. Er ist Professor an der Universität Bordeaux am dortigen Labor für Informatik (LaBRI).
Für seinen Beweis der Entscheidbarkeit der Frage der Äquivalenz von deterministischen Kellerautomaten (d. h. die Lösung des Äquivalenzproblems für deterministische Kellerautomaten) erhielt er 2002 den Gödel-Preis. 2003 erhielt er den Gay-Lussac-Humboldt-Preis.
Mit Yuri Matiyasevich erzielte er Resultate zum Postschen Korrespondenzproblem.